# Bhatauda
Bhatauda (nep. भतौडा) – gaun wikas samiti w środkowej części Nepalu w strefie Narajani w dystrykcie Bara. Według nepalskiego spisu powszechnego z 2001 roku liczył on 748 gospodarstw domowych i 5252 mieszkańców (2504 kobiet i 2748 mężczyzn).